# HD 109317
HD 109317，又名BD+34 2332，SAO 63070、HR 4783，是一颗恒星，视星等为5.42，位于銀經153.97，銀緯82.78，其B1900.0坐标为赤經12h 28m 43.4s，赤緯+33° 82.78′ 0″。